# Jusuf Gërvalla
Jusuf Gërvalla, född den 1 oktober 1945, död den 17 januari 1982 (mördad), var en kosovoalbansk nationalistisk aktivist och författare. Gërvalla föddes i byn Burremëdhi, nära Peja. Han studerade i Pristina och Ljubljana. Efter slutförda studier arbetade han som journalist i Skopje och Pristina. 1978 grundade han ett marxistisk-leninistiskt organisation vid namn Nationella rörelsen för Kosovos befrielse, men tvingades så småningom att fly från Kosovo. 1980 flydde han till Tyskland, varifrån han fortsatte sina politiska aktiviteter. Jusuf Gërvalla, hans bror Bardhosh Gërvalla och den politiske frihetskämpen Kadri Zeka mördades samtidigt av okända gärningsmän i bröderna Gërvallas nya hem i Untergruppenbah, sju km sydväst om staden Heilbronn i metropolregionen Stuttgart. Många kosovoalbaner skyllde mordet på de jugoslaviska hemliga polisorganisationerna, säkerhetstjänsterna Uprava državne bezbednosti (förkortas UDBA, ibland UDB) och Kontraobaveštajna služba (KOS). Dessa två organisationer har nu omorganiserats till att ingå i den serbiska statens säkerhetstjänst.
Mordet framkallade en upprorisk reaktion bland många kosovoalbaner. Många ser detta och Titos död två år tidigare som de avgörande vändpunkterna i den kosovanska opinionen för ett eget land. Jusuf Gërvalla var författare av både lyrik och prosa. Från 1975 till 1979 skrev han fem skönlitterära alster. Hans skönlitterära alster har blivit publicerade på nytt 1992.
Han har fått Prizrenförbundets konstnärliga medalj och Flaka e Janarit.